# フォラカー法
フォラカー法 (Foraker Act) とは、米西戦争の結果として米国がスペインより取得したプエルトリコ島の自治政府設立とその自治内容を定めた合衆国連邦法。プエルトリコ自治法として、1900年4月2日に当時の米国大統領ウィリアム・マッキンリーが署名して成立した。この法律名は、法案を提出したオハイオ州選出上院議員であるジョセフ・フォラカーの名で知られている。
このフォラカー法成立に際して、米国議会はプエルトリコに関しては同時期に併合を行ったハワイと異なり、将来は米国正式州とするための編入領域であるという考え方はとらなかった。すなわち市民権や関税に関して差別化を行った。このことはその後に下された一連の米国最高裁判所判決がこれを支持したことで、島嶼部の米国領土に関する考え方の基本となった。

## 内容
フォラカー法が定めたプエルトリコの自治政府の内容は、三権の分立を具体化する、

### 行政
米国大統領が指名する知事 (Governor) 、および行政委員（executive council、警察長官や検事総長を含む内閣トップ以外に現地人5名を含む）が行う。

### 立法
島民による選挙で選出される 35 人による一院制の議会 (House of Representatives) を設ける。ただしプエルトリコで可決されたいかなる法律に対しても、合衆国議会は拒否権を持つ。

### 司法
米国大統領が指名する長官のもと、島嶼領域最高裁判所を設置する。

### その他
- 米国議会下院へ本会議での投票権の無いコミッショナーを 1 名派遣する。
- 島民はプエルトリコの市民権を持つが、これは米国市民権とは異なる。
- 米国連邦法のすべてがこの島にも適用される。
- 1902年以降はプエルトリコと米国の間の貿易には関税は掛からない。

この法律は、1917年に新しい体制を定めたジョーンズ・シャフロス法成立により破棄 / 置き換えが行われた。